# Loco (canción de Enrique Iglesias)
«Loco» es una canción escrita por el cantautor cubano Descemer Bueno e interpretada por Enrique Iglesias y contó con la colaboración del cantante Romeo Santos. El video se dio a conocer a través de su cuenta de YouTube el 26 de agosto de 2013, fue grabado con la dirección de Yasha Malekzad, protagonizado por el actor estadounidense Danny Trejo y la actriz puertorriqueña Roselyn Sánchez. Cuenta con más de 130 millones de reproducciones. Se realizó una versión junto al cantante mexicano Roberto Tapia. Otra versión fue lanzada el 17 de diciembre de 2013, realizada junto a la cantante española India Martínez.
Obtuvo el número uno en la lista de sencillos de España, México y en las listas de música latina de Billboard.

## Video musical
El vídeo comienza con la imagen de Iglesias vestido de traje negro ingresando a un bar, mientras de fondo suena su canción «Por Amarte» grabada en 1995. Entretanto se sirve un trago, Santos se encuentra sentado a su lado. Ambos se disputan las miradas de la actriz Roselyn Sánchez quien baila sola en el escenario, luciendo un vestido rojo ceñido. También se encuentra bebiendo en el bar, el rudo actor Danny Trejo, quien los observa y se retira del lugar lanzando una mirada amenazante. Se rodó en el Harvard and Stone, una cantina de la ciudad de Los Ángeles.

## Posicionamiento en listas

### Versión con Romeo Santos
| País           | Lista (2013)      | Mejor posición | Ref.  |
| -------------- | ----------------- | -------------- | ----- |
| México         | Monitor Latino    | 1              | [ 6 ] |
| España         | PROMUSICAE        | 1              | [ 7 ] |
| Estados Unidos | Billboard Hot 100 | 80             | [ 8 ] |
| Estados Unidos | Hot Latin Songs   | 1              | [ 8 ] |
| Estados Unidos | Latin Pop Songs   | 1              | [ 8 ] |
| Estados Unidos | Tropical Songs    | 2              | [ 8 ] |
| Venezuela      | Record Report     | 58             | [ 9 ] |

### Listas anuales
| País           | Lista de fin de año (2013)    | Posición |
| -------------- | ----------------------------- | -------- |
| Estados Unidos | Hot Latin Songs Year End 2013 | 9        |
| Estados Unidos | Latin Pop Songs               | 12       |
| Estados Unidos | Latin Tropical Songs          | 12       |
| México         | Monitor Latino                | 55       |

## Certificaciones
| País   | Organismo certificador | Certificación | Ventas  | Ref.   |
| ------ | ---------------------- | ------------- | ------- | ------ |
| España | PROMUSICAE             | Platino       | 40 000  | [ 12 ] |
| México | AMPROFON               | 2× Diamante   | 600 000 | [ 13 ] |